# Athens Trophy 1987
L'Athens Trophy 1987  è stato un torneo di tennis giocato sulla terra rossa. È stata la 2ª edizione del torneo, che fa parte del Virginia Slims World Championship Series 1987. Si è giocato ad Atene in Grecia, dal 5 all'11 ottobre 1987.

## Campionesse

### Singolare
Katerina Maleeva ha battuto in finale  Julie Halard con il punteggio di 6–0, 6–1

### Doppio
Andrea Betzner /  Judith Wiesner hanno battuto in finale  Kathleen Horvath /  Dianne van Rensburg con il punteggio di 6–4, 7–6